# مبرقع
ابوحرب یَمانی (عربی: أبو حرب الیمانی) یا آنگونه که یعقوبی نوشته، تَمیم لَخْمی (عربی: تمیم اللخمی)، و ملقب به مُبرقع (عربی: المبرقع) (یعنی کسی که صورتش را می‌پوشاند)، رهبر شورش علیه خلافت عباسی در فلسطین در سال ۸۴۱/۴۲ میلادی بود.

## زندگی
به گفته جریر طبری، که کامل‌ترین گزارش وقایع را حفظ کرده‌است،  شورش زمانی آغاز شد که یک سرباز می‌خواست در غیبت ابوحرب، به زور شمشیر وارد خانه او شود و به خانواده‌اش تعرض کند. زن یا خواهر ابوحرب از ورود سرباز امتناع کرد و سرباز با شلاق او را زد. هنگامی که ابوحرب بازگشت و آنچه را که رخ داده بود به او گفتند، شمشیر خود را برداشت و سرباز را کشت. این عمل او را یاغی‌گری برشمردند و ابوحرب به کوه‌های اردن گریخت.   به گفته طبری، او برای پنهان کردن صورت خود از حجاب (برقع) استفاده می‌کرد تا شناخته نشود و بدین ترتیب لقب «مبرقع» یافت.   این شکل پوشاندن صورت توسط رهبران شورش‌های جهان اسلام سابقه داشته؛ کمااین‌که از اسود در زمان محمد گرفته، تا المقنع در دهه ۷۸۰ م و رهبر شورش زنج، علی بن محمد، در قرن نهم میلادی، صورت خود را به روی مردم می‌پوشاندند. 
المبرقع به فردی شناخته‌شده تبدیل شد و علیه بی‌عدالتی‌های خلافت عباسیان خطابه می‌کرد و به سرعت بسیاری از دهقانان به او پیوستند. طولی نکشید که او ادعا کرد که وارث خاندان بنی امیه است و به عنوان «سفیانی» معرفی شد؛   او مدعی بود که به عنوان یکی از اعضای طایفه سفیانیان و خانواده امویان، بایستی خلافت اموی را احیا کرده و شام، قلب سرزمین‌های امویان، را از دست عباسیان درآورد.  در این قالب بود که شورش گسترش یافت و حتی در میان اشراف قبیله‌ای محلی طرفدارانی پیدا کرد. 
خلیفه معتصم لشکری به فرماندهی رجا بن ایوب حیدری علیه شورشیان گسیل کرد. تعداد نیروهای حیدری بسیار بیشتر بود و فرمانده عباسی عاقلانه تصمیم گرفت تا فصل برداشت صبر کند، زمانی که اکثر حامیان دهقان المبرقع در مزارع خود پراکنده می‌شدند.   در این اثنا بود که بنا به روایت یعقوبی، ابن اثیر و ابن خلدون، معتصم درگذشت و خلیفه جدید واثق، حیدری را برای سرکوب شورش ابن بیهاس در اطراف دمشق روانه کرد. از سوی دیگر، طبری شورش و شکست آن را دقیقاً در دوران سلطنت معتصم، یعنی قبل از مرگ او در ۵ ژانویه ۸۴۲، روایت کرده و ابن بیهاس را به عنوان یکی از پیروان المبرقع برشمرده است؛ بنابراین رابطه دقیق بین این دو قیام از منابع نامشخص است.  حیدری پس از غلبه بر ابن بیهاس به سمت جنوب برگشته و در نزدیکی رمله با نیروهای المبرقع مقابله کرد. این نبرد یک پیروزی قاطع برای ارتش دولتی بود، به طوری که المبرقع اسیر شد و به پایتخت خلیفه، سامرا آورده شد، جایی که او را به زندان انداختند و دیگر خبری از آن نشد.  